# دانگ‌فنگ نیسان
دانگ‌فنگ نیسان (انگلیسی: Dongfeng Nissan) شرکت خودروسازی چینی است، که در سال ۲۰۰۳ توسط شرکت نیسان تأسیس شد.